# Patrik Strömer
Patrik Strömer, född 10 juli 1969, är en svensk lobbyist och tidigare chefredaktör. 
Strömer har varit chefredaktör för Svenska nyhetsbyrån och konsult på Kreab. Under studietiden i Lund var Patrik Strömer ordförande för Studentföreningen Ateneum.
År 2014 tillträdde Strömer som generalsekreterare i Svenska Snustillverkarföreningen.
Patrik Strömer är även trubadur och har skrivit flera politiska satirvisor.